# Amata genzana
Amata genzana är en fjärilsart som beskrevs av Matsumura 1927. Amata genzana ingår i släktet Amata och familjen björnspinnare. Inga underarter finns listade i Catalogue of Life.